# Fiorella Negro
Fiorella Maria Teresa Negro (Milano, 26 maggio 1938 – Bormio, 7 novembre 2019) è stata una pattinatrice artistica su ghiaccio italiana.

## Biografia
È nata a Milano nel 1938. I suoi genitori si chiamavano Achille e Mina. Si trasferì a Bormio, in Valtellina, negli anni della guerra con i genitori.
Iniziò a pattinare all'età di nove anni. A soli 14 anni e otto mesi gareggiò nel singolo di pattinaggio artistico ai Campionati Europei a Dortmund del 1953, classificandosi al 12º posto. 
In carriera prese parte a tre edizioni dei Mondiali e ad altre due degli Europei, sempre nel singolo. Nei primi arrivò 17ª a Oslo 1954, 16ª a Vienna 1955 e 13ª a Garmisch-Partenkirchen 1956. Nei secondi si classificò 14ª a Bolzano 1954 e settima a Budapest 1955.
A 17 anni partecipò ai Giochi olimpici di Cortina d'Ampezzo 1956, nel singolo, chiudendo 15ª con 1565.49 punti.
Ai campionati italiani vinse due ori nell'individuale.
Terminò la carriera nel 1957, a 19 anni.
Fu sempre molto legata alla città di Bormio e divenne membro del Rotary club locale. Sposò Pierluigi Romerio Bonazzi.
Morì per un improvviso attacco di cuore nel novembre 2019 all'età di 81 anni.

## Risultati
| Internazionali            | Internazionali | Internazionali | Internazionali | Internazionali |
| Evento                    | 1952–53        | 1953–54        | 1954–55        | 1955–56        |
| ------------------------- | -------------- | -------------- | -------------- | -------------- |
| Giochi olimpici invernali |                |                |                | 15°            |
| Campionati mondiali       |                | 17°            | 16°            | 13°            |
| Campionati europei        | 13°            | 14°            | 7°             |                |
| Nazionali                 |                |                |                |                |
| Campionati italiani       |                | 1°             | 1°             |                |